# Arlington Heights (Ohio)
Arlington Heights és una vila dels Estats Units a l'estat d'Ohio. Segons el cens del 2000 tenia 899 habitants.

## Demografia
Segons el cens del 2000, Arlington Heights tenia 899 habitants, 391 habitatges, i 220 famílies. La densitat de població era de 1.335 habitants/km².
Dels 391 habitatges en un 28,6% hi vivien nens de menys de 18 anys, en un 39,4% hi vivien parelles casades, en un 12,5% dones solteres, i en un 43,5% no eren unitats familiars. En el 38,1% dels habitatges hi vivien persones soles l'11,3% de les quals corresponia a persones de 65 anys o més que vivien soles. El nombre mitjà de persones vivint en cada habitatge era de 2,3 i el nombre mitjà de persones que vivien en cada família era de 3,05.
Per edats la població es repartia de la següent manera: un 24,9% tenia menys de 18 anys, un 9,1% entre 18 i 24, un 32,5% entre 25 i 44, un 21,2% de 45 a 60 i un 12,2% 65 anys o més.
L'edat mediana era de 35 anys. Per cada 100 dones de 18 o més anys hi havia 95,7 homes.
La renda mediana per habitatge era de 30.288 $ i la renda mediana per família de 46.111 $. Els homes tenien una renda mediana de 36.016 $ mentre que les dones 23.173 $. La renda per capita de la població era de 17.683 $. Aproximadament el 10,2% de les famílies i el 13% de la població estaven per davall del llindar de pobresa.

## Poblacions properes
El següent diagrama mostra les poblacions més properes.